# Gouvernement Segismundo Moret (1)
Le premier gouvernement de Segismundo Moret est le  gouvernement du royaume d’Espagne en fonction entre le 1er décembre 1905 et le 6 juillet 1906, présidé par le libéral Segismundo Moret.

## Composition
| Portefeuille                                                                  | Titulaire(s),                                                    | Titulaire(s), |
| ----------------------------------------------------------------------------- | ---------------------------------------------------------------- | ------------- |
| Président du Conseil des Ministres                                            | Segismundo Moret y Prendergast                                   |               |
| Ministre de l'Intérieur                                                       | Comte de Romanones                                               |               |
| Ministre de l'Intérieur                                                       | Benigno Quiroga y López Ballesteros                              |               |
| Ministre d’État                                                               | Juan Manuel Sánchez y Gutiérrez de Castro *jusqu’au 23 juin 1906 |               |
| Ministre d’État                                                               | Juan Pérez Caballero y Ferrer *à partir du 30 juin 1906          |               |
| Ministre de la Grâce et de la Justice                                         | Manuel García Prieto *jusqu’au 10 juin 1906                      |               |
| Ministre de la Grâce et de la Justice                                         | José María Celleruelo y Poviones *depuis le 10 juin 1906         |               |
| Ministre du Budget                                                            | Amós Salvador Rodrigáñez                                         |               |
| Ministre de l'Agriculture, de l'Industrie, du Commerce et des Travaux Publics | Rafael Gasset Chinchilla                                         |               |
| Ministre de la Guerre                                                         | Agustín de Luque y Coca                                          |               |
| Ministre de la Marine                                                         | Víctor María Concas y Palau                                      |               |
| Ministre de l’Instruction publique et des Beaux-arts                          | Vicente Santamaría de Paredes *jusqu’au 10 juin 1906             |               |
| Ministre de l’Instruction publique et des Beaux-arts                          | Alejandro San Martín y Satrústegui *depuis le 10 juin 1906       |               |